# 伊予立川站
伊予立川站（日语：／ Iyo-tachikawa eki */?）是位在日本愛媛縣喜多郡內子町、隸屬於四國旅客鐵道（JR四國）的鐵路車站。車站編號為U09。現時只停靠普通列車。
因早於1899年已在東京都立川市設有立川站，本站逐加上舊令制國名稱「伊予」以作識別。

## 車站結構
本站採用簡易車站模式，不設有站舍及站員當值，只設有候車月台。其設計概念與予土線上的土佐大正站及十川站相同，由於車站是建在人工基堤之上，車站前後亦有架空路段連接，因此歸納為架空車站。車站出入口建於基堤底部，先為基堤兩邊開通一條通道，再於通道中心位置興建樓梯，接駁至基堤頂部的月台末端部份（向內子方向）。
設有島式月台1座，提供1線2面的配置。其中1號月台為主軌道，主要供特急列車通過，2號月台為側線，主要供普通列車避車之用。月台設備和沿線內其他簡易車站相近，都是十分簡單，只於月台出入口附近加設長約1節車廂的有蓋候車亭和等候座椅，亦未有加設自動售票機。有效長度則達6輛，與相鄰的伊予中山站一樣。
設計時考慮本站作為日後復辦貨運列車時的避車站，因此車站前後的雙軌路道比一般車站為長，最長可以讓16節貨運列車停靠，而新線通車後第二年，隨日本國鐵分割民營化時復辦松山以西的貨運服務，但是最終卻採用ORS形式運作（即以貨櫃車代替貨運列車，由貨物總站運送至可提供貨運列車服務的車站，例如松山站）。令到這交換停泊設備得不著用。
此外，車站前後共設有3個緊急轉轍器，其中下行方向在入站前及離站後各設1個，而上行則位於離站後。下行入站前的緊急軌道更可容納2節車廂。而離開月台範圍向內子方向，則建有一座細小單層的混凝土建築物，為自動訊號及路軌控制機房。

### 月台配置
| 月台 | 路線    | 方向 | 目的地                     |
| ---- | ------- | ---- | -------------------------- |
| 1、2 | ■予讚線 | 下行 | 內子、伊予大洲、宇和島方向 |
| 1、2 | ■予讚線 | 上行 | 伊予市、松山方向           |

## 歷史
- 1986年3月3日：車站啟用。[3]
- 1987年4月1日：日本國鐵分割民營化，車站的營運由JR四國繼承。

## 相鄰車站
四國旅客鐵道（JR四國）
■予讚線
伊予中山（U08）－伊予立川（U09）－內子（U10）